# Molonglo Valley

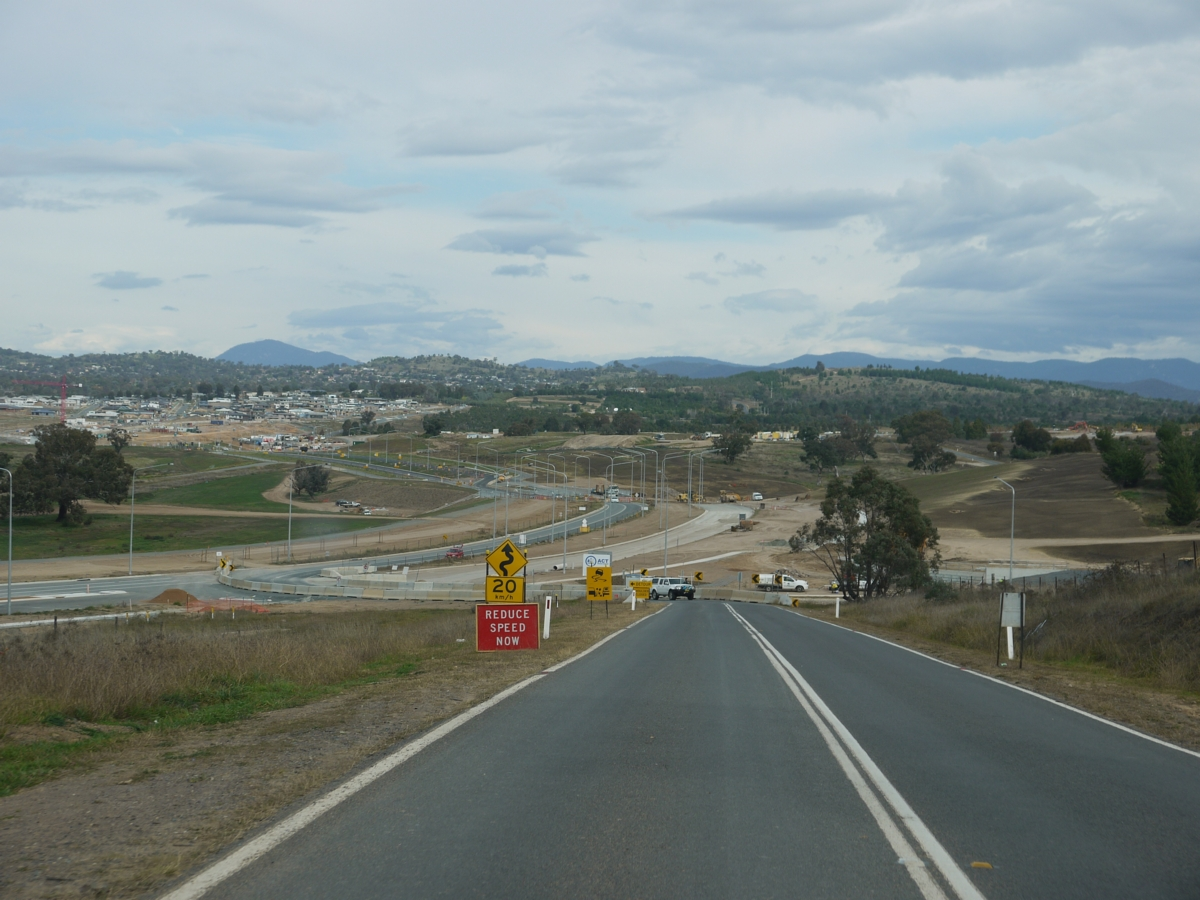
Vue de Molonglo Valley.

Molonglo Valley est un arrondissement (district) de Canberra, la capitale de l'Australie.
Il a été créé en 2010, et a été organisé autour de la rivière Molonglo.
Molonglo Valley doit comporter à terme 13 quartiers pour une population estimée entre 50 000 et 73 000 habitants.